# Justin Pogge
Justin Pogge (Fort McMurray, 22 aprile 1986) è un ex hockeista su ghiaccio canadese di ruolo portiere.
In carriera ha giocato sia in NHL (sette presenze coi Toronto Maple Leafs, cui si aggiungono presenze in panchina con Anaheim Ducks e Phoenix Coyotes senza mai scendere in campo) che in KHL (con lo Slovan Bratislava). Ha poi militato in molti campionati europei: in Serie A (Renon), SHL (Färjestad e Rögle BK), HockeyAllsvenskan (BIK Karlskoga e Södertälje SK) e DEL (Eisbären Berlin, Kölner Haie e Grizzlys Wolfsburg).
Con la maglia del Canada under 20 si è laureato campione del mondo di categoria nel 2006.